# ギール
ギール（ペルシア語: قير, Qir/Gheer/Qīr）とは、イランの都市で、ファールス州ギール・カルズィーン郡の郡中心市である。2006年の国勢調査では人口16,839人、3,722世帯。標高は771mである。
1972年4月10日にギールは大地震によって被害を受け、当時の人口の3分の2に相当する3,399人が死亡した。